# Сан-Паоло (провінція Брешія)
Сан-Паоло (італ. San Paolo) — муніципалітет в Італії, у регіоні Ломбардія, провінція Брешія.
Сан-Паоло розташований на відстані близько 440 км на північний захід від Рима, 70 км на схід від Мілана, 23 км на південний захід від Брешії.
Населення — 4526 осіб (2014).
Щорічний фестиваль відбувається 29 червня. Покровитель — святий Павло.

## Демографія
Населення за роками:

Станом на 1 січня 2023 року в муніципалітеті офіційно проживало 507 іноземців з 30 країн, серед них 53 громадяни країн Євросоюзу та 28 громадян України.

## Сусідні муніципалітети
- Барбарига
- Борго-Сан-Джакомо
- Оффлага
- Орцинуові
- Веролануова